# The Bravehearts
The Bravehearts es un grupo de hip hop nativo de Queensbridge, Nueva York. El grupo estaba formado en un principio por Jungle (hermano pequeño del exitoso rapero Nas), Wiz y Horse. Horse abandonó el grupo en 2002, y ahora Jungle y Wiz llevan The Bravehearts como dúo.
Firmaron por Columbia Records como parte de Ill Will Records, sello discográfico de Nas. The Bravehearts debutó en 1998 con una canción que se incluía en la banda sonora de Belly, película dirigida por Hype Williams. Más adelante, los protegidos de Nas colaboraron en el álbum compilación QB's Finest, y vieron como su tema "Oochie Wally" se convertía en 'oro'. Jungle y Wiz comenzaron entonces a trabajar en su álbum debut que iba a ser grabado bajo Columbia Records. Mientras tanto, aparecieron en el mixtape de 50 Cent Guess Who's Back?.
Su álbum debut, Bravehearted, fue lanzado en diciembre de 2003. Aparecieron artistas como Nas, Nashawn, Lil Jon, Jully Black y Mya, teniendo como sencillo de éxito el producido por Lil Jon, "Quick To Back Down".

## Discografía

### Álbumes de estudio
- 2003: Bravehearted
- 2008: Bravehearted 2

### Colaboraciones
- 2000:Nas and Ill Will Records Present QB's Finest